# Bänorp
Bänorp är en ort i Vreta klosters socken nordväst om Linköping i Linköpings kommun.

## Historia
Namnet dyker upp i mantalslängderna från 1642 men finns troligen tidigare. 
Fram till 1695 fanns en fastighetsägare som erlade 1/2 mantalspenning. Mellan 1695 och 1756 fanns två och därefter tre fastighetsägare registrerade. De senare erlade vardera 1/6 mantalspenning. I äldsta Husförhörsboken från 1802 utgörs Bänorp av en by som omfattar ca fyra ägolotter. Gårdarna ligger samlad runt vägkorset mot Bullorp. Markerna odlas gemensamt efter dåtidens sedvana.
Ytterligare torp fanns på ägorna bl.a. för undantagsfamilj(er), en soldat och en sockenskräddare.
Laga skifte av byn gjordes 1835 mellan sju jordägare i fem lotter. 
Flertalet byggnader i byn kom på så sätt att spridas inom Bänorps gränser.
Under 1800-talet var 50-70 personer kyrkobokförda i byn. Ungefär lika många fanns i gårdarna som gränsar till Bänorp.